# Sisimiut Airport
Sisimiut Airport (Grönländska: Mittarfik Sisimiu. Danska: Sisimiut Lufthavn) är en flygplats i Grönland (Kungariket Danmark). Den ligger i den sydvästra delen av Grönland, 300 km norr om huvudstaden Nuuk. Sisimiut Airport ligger 289 meter över havet.
Närmaste större samhälle är Sisimiut, 2,5 km sydost om Sisimiut Airport. Flygplatsen har en mycket kort landningsbana liksom många andra på Grönland. Det går inrikes flygningar med propellerflygplan.

## Topografi
Terrängen runt Sisimiut Airport är kuperad åt nordost, men åt sydväst är den platt. Trakten runt Sisimiut Airport består i huvudsak av gräsmarker.